# Stockholm
 Denne artikel omhandler Sveriges hovedstad. For andre betydninger af Stockholm, se Stockholm (flertydig). (Se også artikler, som begynder med Stockholm)
Stockholm (latin Holmia) er hovedstad i Sverige, landets og Skandinaviens største by. Navnet stammer formodentlig fra de forsvarsanordninger af stokke, som lå ved nogle små holme, hvor Mälarens ferskvand og Østersøens brakvand mødes. Byen ligger i to svenske landskaber: den sydlige del i Södermanland og den nordlige del af byen i Uppland. Byen var let at forsvare med Stockholms skærgård som en effektiv naturlig forhindring for fremmede flåder og med byens centrale dele placeret på øer. Hele den gamle bydel Gamla Stan ligger på en ø midt i byen.
Administrativt er byen en kommune i Stockholms län med 939.238 indbyggere (2015) på et areal af 188 km². Byområdet (på svensk tätorten) er Sveriges største og har 1.515.017 indbyggere (2017) på arealet 382 km². Storstockholm, der ifølge det svenske statistiske institut SCB er det samme som Stockholms län , har 2.277.856 indbyggere i et område på 6.519 km² (2017).
Stockholm er sæde for Sveriges regering og riksdag. Desuden har Sveriges statsoverhoved, kong Carl XVI Gustaf, sin residens på Stockholms Slot.

## Historie

### Byens grundlæggelse
Byen nævnes første gang i 1252, hvor den var et vigtigt led i jernhandelen fra gruberne i Bergslagen. Der har sandsynligvis ikke tidligere været en by på dette sted. Byen er efter sigende grundlagt af Birger Jarl på øen Stadsholmen, som nu er kendt som Gamla Stan, med det formål at få et støttepunkt, der kunne beskytte Sverige mod fremmede flåders invasion fra søsiden og for at stoppe udplyndringer af byer som Sigtuna ved søen Mälaren. Det første byggeri ved Stockholm var en fæstning, der kunne kontrollere trafikken mellem Østersøen og Mälaren .
I løbet af de næste årtier efter fæstningsbyggeriet omkring 1250 opstod der efterhånden en by på holmen "Stadsholmen", det nuværende Gamla Stan, i indsejlingen til Mälaren. Udviklingen gik så hurtigt, at byen i slutningen af det 13. århundrede blev beskrevet som den største by i Sverige. Den var dog ikke hovedstad, da Sverige ikke blev regeret fra en fast kongelig residensby.
Grunden til byens udvikling skal hovedsagelig findes i byens gode strategiske placering og i, at byen blev begunstiget af hele Østersøens generelle opblomstring, som især Hansaens handel bidrog til.

### FraMiddelalderentil nyere tid
Under Kalmarunionen, hvor Sverige var underlagt den danske trone, kom Stockholm til at danne centrum for svensk modstand mod de danske konger. I 1520 indtog den danske kong Christian 2. byen og beordrede en massehenrettelse af dele af den svenske adel; en begivenhed der senere er blevet kendt som det stockholmske blodbad i historieskrivningen. Antallet af henrettede var dog højst 50.
Gustav Vasa undslap blodbadet og kunne iværksætte et regulært oprør mod den danske trone med hjælp fra befolkningen i Dalarna, og i 1523 blev Stockholm atter svensk. Senere takkede kong Gustav folket i Dalarna med massehenrettelser under Klockaruppropet, og i Småland straffedes oprørslederen Nils Dacke og hans tilhængere på samme måde.
I løbet af det 17. århundrede førte den svenske opstigning under kong Gustav 2. Adolf til stor magt for byen. Fra 1610 til 1680 blev byens indbyggertal seksdoblet. Stockholm var blevet officiel hovedstad for det svenske rige, og kongen havde sin faste bopæl på slottet Tre Kronor. Det brændte ned til grunden i 1697. Stockholm var nu centrum for et svensk rige, der strakte sig fra Skåne i syd, Lapland i nord og Finland og Baltikum i øst.
Med nederlaget i Den store nordiske krig 1720 og en pestepidemi stagnerede udviklingen i Stockholm. Det lykkedes dog at opføre dagens Kungliga slottet i det 18. århundrede.

### Nyere tid
I 2. halvdel af det 19. århundrede slog industrialiseringen for alvor igennem i Stockholm. Store industrier blev grundlagt, og byen spredte sig med al hast til nye kvarterer, bl.a. Östermalm. En enorm indvandring fik byen til at eksplodere befolkningsmæssigt. I slutningen af det 19. århundrede var kun 40 procent af byens indbyggere indfødte stockholmere.

### Moderne tid
I begyndelsen af det 20. århundrede havde Stockholm omkring 300.000 indbyggere. Det begyndte at blive trangt i det centrale Stockholm: mange familier boede i små forfaldne lejligheder.
Efter første verdenskrig fik de fleste hjem rindende vand og kloakering. I 1936 blev byens første lufthavn Bromma flygplats indviet.
I slutningen af 1940'erne grundlages det almennyttige boligselskab Svenska Bostäder, hvis arkitekter lavede planer for nye bydele, som skulle fungere efter ABC-modellen (=Arbete, Bostad, Centrum).
I 50'erne og 60'ernes højkonjunktur udvidede byen sig. Store nye forstæder blev bygget, især store betonkomplekser blandet med villakvarterer, et koncept som også kan ses i de københavnske forstadskommuner. Den 1. oktober 1950 indviedes den første del af Stockholms Tunnelbana mellem Slussen og Hökarängen, og da tunnelbanen skulle føres igennem det centrale Stockholm, krævede det, at mange lejligheder og kontorer skulle nedrives. Nu er der syv linjer og 100 stationer, hvoraf 25 er i den indre by. Der er 27 stationer med mere end én linje med mulighed for omstigning.
Stockholm har udnævnt sig selv til "Skandinaviens hovedstad" (Stockholm – The Capital of Scandinavia) i turistguider og til investorer. Det har skabt en vis undren i Oslo og København.
Den 7. april 2017 blev Stockholm ramt af terror. En lastbil kørte ind i storcenternet Åhléns i det centrale Stockholm

## Geografi

### Placering
Stockholm ligger på den svenske østkyst, centreret omkring søen Mälarens udløb i Østersøen. Slussen - en sluse midt i Stockholm by - adskiller det ferske søvand fra det salte havvand. Byens drikkeforsyning består af renset vand fra Mälaren, og søens høje vandkvalitet muliggør laksefiskeri næsten helt inde i byen.
Den centrale del af byen ligger på fjorten øer, der forbindes ved hjælp af 54 broer. Øerne er en del af den stockholmske skærgård, der strækker sig langt ud i Østersøen og omfatter over 20.000 øer og skær. Det geografiske centrum er rent faktisk placeret midt i vandet i Riddarfjärden (Koordinater: 59°21′N 18°4′Ø / 59.350°N 18.067°Ø.)

### Klima
Stockholm er placeret i den tempererede klimazone. Årsmiddeltemperaturen er 6,6 grader celsius; den årlige gennemsnitlige nedbør er 555 millimeter. Den varmeste måned er juli med 17,8 grader, den koldeste er februar med -3,1 grader.
Vådeste måned er august med 76 millimeter nedbør, tørreste er marts med gennemsnitligt 26 millimeter. I år 2006 målte man i januar en gennemsnitstemperatur på -2,3 °C og i juli, 20,8 °C .
Stockholms placering ikke langt fra polarcirklen betyder, at årstiderne varierer relativt meget. Om sommeren skinner solen næsten hele døgnet, mens de få soltimer om vinteren ikke kan få temperaturen meget over 0 grader. I december er der blot seks timers dagslys, i slutningen af juni er der 18. Højeste temperatur målt nogensinde var 36 grader, koldeste temperatur nogensinde var -32 grader.
Som en konsekvens af den globale opvarmning er gennemsnitstemperaturen i Stockholm steget med en grad i årene 1960-2005.

### Stockholms kommune
Stockholms kommune blev oprettet i 1971 som følge af en større svensk kommunereform.
Stockholms kommune var indtil 1998 inddelt i 18 bydelsområder. Efter en reform i 2007, hvor flere bydelsområder blev lagt sammen, er der nu 14.
| - Bromma - Enskede-Årsta-Vantör - Farsta - Hägersten-Liljeholmen - Hässelby-Vällingby - Kungsholmen - Norrmalm | - Rinkeby-Kista - Skarpnäck - Skärholmen - Spånga-Tensta - Södermalm - Älvsjö - Östermalm |

I den centrale indre by bor der 292.318 indbyggere. Andre bydele inden for Stockholms Kommunes grænser, men uden for den indre by: Söderort og Västerort havde tilsammen 490.567 indbyggere ultimo 2006. Med sine 1.372.565 indbyggere (2010) er Stockholm Sveriges største byområde (på svensk tätort). Det samlede areal udgør 377,30 km². Det giver en befolkningstæthed på 3.638 indbyggere pr. km² (2010).

### Øer og holme i Stockholms indre bydele
Den centrale del af byen ligger på 14 øer og holme, hvor søen Mälaren har sit udløb i Østersøen, og er forbundet af mange broer.
| - Beckholmen - Djurgården også (historisk) kaldet Valdemarsön - Helgeandsholmen - Kastellholmen - Kungsholmen - Lilla Essingen - Långholmen - Reimersholme | - Riddarholmen - Skeppsholmen - Stadsholmen også kaldet Gamla stan - Stora Essingen - Strömsborg - Södermalm også (historisk) kaldet Åsön |

### Stockholms byområde
Stockholm er Sveriges klart største byområde med et indbyggertal på 1.605.030 i 2019. Byområdet omfatter hele Stockholm, Solna og Sundbybergs kommuner samt større eller mindre dele af otte omkringliggende forstadskommuner. Byområdet Stockholm er et statistisk begreb, der måler graden af bymæssig bebyggelse uden hensyntagen til administrative grænser. Det inkluderer, fra 2016, ikke byområdet Upplands Väsby og Sollentuna.

### Storstockholm
Metropolregionen Storstockholm omfatter Stockholms kommune samt alle andre kommuner i Stockholms Län. Norrtälje, Nykvarn, Södertälje og Nynäshamn blev førhen ikke regnet med. I hele Storstockholm, som altså er det samme som Stockholms Län, bor der over 2 millioner indbyggere på et areal på over 6500 km2.

## Demografi
Stockholms kommune havde den 1. januar 2004 cirka 761.000 indbyggere, heraf var 70.584 eller ni procent af udenlandsk herkomst. Blot tre år senere var tallet steget til 783.000. I løbet af de seneste par år har Stockholms byområde set en vækst i befolkningstallet på over fem procent.
Den 31. december 2005 havde byområdet Stockholm 1.252.020 indbyggere fordelt på de 783.000 i Stockholms kommune og resten i ti omegnskommuner.
I 2016 var omkring 49 procent af befolkningen medlem af den svenske folkekirke, de seneste par år har indvandringen fra verdenslande dog gjort islam til en voksende religion.
Uddannelsesniveauet ligger markant højere end landsgennemsnittet: kun 13 procent mod 19 på landsplan af den stockholmske befolkning har ikke en gymnasial uddannelse. 48 procent har en videregående uddannelse mod 32 procent på landsplan .
Arbejdsløsheden lå i 2003 på 3,8 procent.
Herunder en oversigt over befolkningsudviklingen. Kun for Stockholms Kommune.
| År   | Indbyggere |
| ---- | ---------- |
| 1570 | 9.100      |
| 1610 | 8.900      |
| 1630 | 15.000     |
| 1650 | 35.000     |
| 1690 | 55.000     |
| 1730 | 57.000     |
| 1750 | 60.018     |
| 1770 | 69.000     |
| 1800 | 75.517     |
| 1810 | 65.474     |
| 1820 | 75.569     |
| 1830 | 80.621     |
| 1840 | 84.161     |
| 1850 | 93.070     |
| 1860 | 113.063    |

| År   | Indbyggere |
| ---- | ---------- |
| 1870 | 136.016    |
| 1880 | 168.775    |
| 1890 | 246.454    |
| 1900 | 300.624    |
| 1910 | 342.323    |
| 1920 | 419.429    |
| 1930 | 502.207    |
| 1940 | 590.543    |
| 1950 | 745.936    |
| 1960 | 808.294    |
| 1970 | 740.486    |
| 1980 | 647.214    |
| 1990 | 674.452    |
| 2000 | 750.348    |
| 2010 | 847.073    |

## Politik
De forskellige kommuner i Stockholm har hver deres politiske ledelse. I det følgende behandles kun Stockholms kommune, som er den største af Sveriges 290 kommuner.

### Byråd
Det højeste politiske organ i Stockholms kommune er Stockholms byråd, på svensk Kommunfullmäktige, som vælges hvert fjerde år. Byrådet består af 101 medlemmer. Valget i 2006 fik følgende mandatfordeling:
| De styrende partier                                                                                | Oppositionspartier                                                                          |
| -------------------------------------------------------------------------------------------------- | ------------------------------------------------------------------------------------------- |
| - Moderata samlingspartiet 41 - Folkpartiet liberalerna 10 - Kristdemokraterna 3 - Centerpartiet 1 | - Sveriges socialdemokratiska arbetareparti 27 - Vänsterpartiet 9 - Miljöpartiet de Gröna 6 |

. Dette betød, at den borgerlige koalition under ledelse af Moderaternas spidskandidat Kristina Axén Olin kunne sætte sig på magten i byen

## Seværdigheder
Stockholms bybillede og dens arkitektur er præget af byens specielle placering i den stockholmske skærgård med klipper og vand som faste indslag i bybilledet. Byens nærhed til naturen og dens mange
parker gør, at man selv inde i den inderste del af byen kan finde en næsten ugeneret skov eller kyststrækning.
Herunder en kort beskrivelse af nogle af de mest interessante stockholmske bydele.
Stadsholmen/Gamla Stan
Gamla Stan på øen Stadsholmen bærer stadig tydelige præg af et middelalderligt vejnet med små snævre stræder og brostensbelagte gader. I midten finder man bl.a. den tyske kirke. På den nordlige del af øen ligger paladser fra Sveriges stormagtstid, bl.a. Riddarhuset og Bondesches Palais. Her ligger også Tessinska palatset og Axel Oxenstiernas Palads. I nærheden finder man også Stockholms domkirke Storkyrkan (Nikolajkirken) samt kongens officielle residens Stockholms Slot. Det meste af den gamle by er lukket for biltrafik.
Helgeandsholmen og Riddarholmen
Øen Helgeandsholmen (Helligåndsøen) huser to institutioner, Medeltidsmuseum samt den svenske rigsdag Riksdagen.
Øen Riddarholmen i vest er en stille oase midt i byen. I dag er den justitscentrum for landet, hvor den svenske højesteret Regeringsrätt holder til. I det Wrangelske palads og de andre bygninger finder man forskellige andre domstole. Ved siden af finder man også Riddarholmskyrkan, hvor mange svenske konger ligger begravet.
Norrmalm
Nord for det kongelige slot ligger Norrmalm, begyndelsen på det moderne Stockholm, som først rigtig blev til i midten af det 20. århundrede, efter at henved 400 ældre bygninger blev erstattet med et moderne centrum. Enorme bygninger rejser sig omkring det af Piet Hein tegnede konveksformede Sergels Torg. Stockholms Stadsteater ligger også her.
Rydningen af de gamle kvarterer opfattes i dag af mange som en skandale, og lakoniske bemærkninger går så vidt som at påstå, at Stockholm ikke havde brug for bombninger under 2. verdenskrig; det klarede man helt selv.
Kungsträdgården i Norrmalm er et populært mødested for unge mennesker. Om sommeren er der koncerter og om vinteren skøjteløb.
Östermalm
Øst for Norrmalm ligger Östermalm præget af et retvinklet gadenet fra slutningen af det 19. århundrede. Især vandfronten omkring Strandvägen er præget af flotte bygninger i historicistisk stil fra Gründerzeit-perioden. Her er de dyreste og mest fashionable adresser i Stockholm, og her ligger Sveriges kongelige teater Dramaten. Foran teateret ligger Berzelius-parken med Berns teater, og i restauranten er et sted, hvis specielle røde værelse blev udødeliggjort i August Strindbergs roman Det røde værelse, der foregår i et lokale i varieté-restauranten Berns Salonger, hvor byens bohemer mødtes og diskuterede – og drak og spiste, når en af dem var kommet til penge.
Djurgården
Lige syd for Östermalm fører Narvavägen over Djurgårdsbron ud til halvøen Djurgården, som også i dag er en naturpark og et udflugtsmål for stockholmere, der trænger til frisk luft og fuglesang. Over broen kører man langs Djurgårdsvägen forbi en række museer, som f.eks. Vasamuseet med det imponerende Regalskeppet Vasa, det nordiske museum og Liljevalchs kunsthal, forlystelsessteder som Gröna lund og Circus, samt kroer fra det 19. århundrede som det berømte Hasselbacken.
Blasieholmen, Skeppsholmen og Kastellholmen
Mellem Djurgården og de større byholme ligger de små Blasieholmen, Skeppsholmen og Kastellholmen. På Blasieholmen ligger det pompøse Grand Hotel, hvis hovedfacade vender ud mod byøerne. Skeppsholmen og Kastellholmen var tidligere reserveret den svenske flåde men er i dag overtaget af museer som det Østasiatiske Museum, Moderna museet og et arkitekturmuseum.
Kungsholmen
Helt nordvest for det mest centrale Stockholm ligger Kungsholmen, på hvis østligste spids Stockholms rådhus (Stockholms Stadshus) er placeret. Her afholdes i rådhusets blå haller hvert år en kæmpe festbanket for nobelprisvinderne.
Kungsholmen er et overvejende mondænt kvarter med store flotte lejlighedskomplekser og mange parker.
Södermalm
Syd for Gamla Stan ligger Södermalm, i folkemunde blot Söder, som hæver sig 50 meter over vandet. Med den 38 meter høje elevator Katarinahissen, placeret ved vandet, kan man komme op og få et overblik over byen og dens seværdigheder.
Den indre del af Södermalm består hovedsagelig af boligblokke fra slutningen af det 19. århundrede og minder meget om kvarterer i København som fx Østerbro. Södermalm går for at være den mest interessante
bydel med det livligste natteliv og en broget undergrundskultur.

### Seværdigheder
- Djurgården, Gröna Lund
- Drottningholm
- Gamla Stan, Stadsholmen, Riddarholmen, Helgeandsholmen
- Haga
- Kaknästornet
- Norrmalmstorg
- Riksdagshuset
- Sagerska hus, Rosenbad
- Sergels Torg
- Stockholms Slot, Riddarholmskyrkan
- Stockholms Stadshus

## Kultur
Som storby og hovedstad lægger Stockholm grund til mange af Sveriges største og vigtigste kulturinstitutioner. Stockholm huser blandt andet tre Unesco Verdensarv-seværdigheder: Drottningholms Slott, vikingebyen Birka og Skogskyrkogården. Drottningsholms Slott, hvor den kongelige familie holder til, er den mest besøgte turistattraktion i Stockholm.
I den ældste del af Stockholm, Gamla Stan, ses tydeligt det middelalderlige gadenet med de to hovedgader Österlånggatan og Västerlånggatan samt mange små stræder, der løber ned mod vandet. I Gamla Stan ligger blandt andet Tyska kyrkan, Storkyrkan og Riddarhuset.
I 1998 var Stockholm europæisk kulturhovedstad.

### Stockholm i litteraturen
Nationalskjalden Carl Michael Bellman (1740–1795), forfatteren og dramatikeren August Strindberg (1849 – 1912) og forfatteren Hjalmar Söderberg (1869-1941) er nogle af de største navne, som har inddraget byen Stockholm i deres værker. Børnebogsforfatteren Astrid Lindgren (1907-2002) fra Vimmerby i Småland var bosat i Stockholm næsten hele sit forfatterliv, og flere af hendes bøger udspiller sig i byen. Mest berømt er nok Karlsson på taget. Den afdøde krimiforfatter Stieg Larsson havde også rod i Stockholm.
I Stockholm er der skilte på de steder, hvor store bøgers handling udspiller sig samt skilte, der viser, hvor nogle af de største forfattere har boet.

### Museer
På Nationalmuseum findes Sveriges største kunstsamling; 16 000 malerier og 30 000 kunstværker. Samlingen blev grundlagt på Gustav Vasas tid og er udvidet med værker af verdenskendte malere som eksempelvis Rembrandt og Antoine Watteau. Den svenske kunstarv omfatter malerier af Alexander Roslin, Anders Zorn, Johan Tobias Sergel, Carl Larsson, Carl Fredrik Hill og Ernst Josephson. Mange af malerierne stammer fra plyndringer i Sveriges tid som stormagt. Også krigsbytte fra danske godser og herregårde fra Svenskekrigene.
På Vasamuseet ligger Vasa-skibet. Et komplet galleonsskib fra 1600-tallet der sank på sin jomfrurejse; det viste sig at være fejlkonstrueret med et balancepunkt, der lå alt for højt over vandlinjen.
Under Norrbron på vej til Helgeandsholmen ligger Medeltidsmuseet, hvor en del af Stockholms bymur findes som en permanent del af museet, samt Riddarholmsskibet, der er et skibsvrag fra senmiddelalderen.

### Teatre
Stockholm har en række teatre; de mest kendte er Kungliga Dramatiska Teatern (Dramaten) og Kungliga Operan. Af andre teatre i Stockholm kan nævnes: Stockholms stadsteater, Teater Galeasen, Folkoperan, Moderna dansteatern, Göta Lejon, Södra teatern, Chinateatern, Vasateatern samt Oscarsteatern. Ingen af dem har Sveriges største scene: det har Malmö stadsteater med over 1400 pladser.

### Årlige kulturbegivenheder
- Stockholm Jazz Festival er en af de ældste festivaler i Sverige og finder sted på Skeppsholmen i juli.[12]
- Stockholm Pride er et kæmpe pride-event for homoseksuelle.[13]
- Stockholms filmfestival er Stockholms årlige filmfestival. Den afholdes normalt i anden halvdel af november. I 2020 afholdes filmfestivalen for 43. gang.[14]

## Trafik
Stockholms lokaltrafik består af tunnelbana, en slags regionaltog der benævnes "Pendeltåg" og fire lokalbaner (Roslagsbanerne og Saltsjøbanen), tre nybyggede sporveje samt busser dels i city dels rundt i amtet (län). Der findes også mindre både til Djurgården og den indre skærgård. Store færger forbinder Stockholm med Åland, Turku og Helsinki i Finland samt Tallinn i Estland. Den 28. september 1994 indtraf Nordens største færgeulykke i nyere tid, da M/S Estonia sank uden for Åland, og flere end 800 passagerer omkom.
Havnen er dyb, men sejlrenden er smal, og lods er nødvendig for de krydstogtsskibe, der besøger byen i sommerhalvåret. Antallet af besøg af disse skibe er op til 300 hver år.
Byens store lufthavn er Stockholm Arlanda / Arlanda Intl Airport, der dog ligger 45 km nord fra city og den mindre lufthavn (Bromma), der ligger noget mere centralt, men kun har en lille indenrigsterminal. Antallet af passagerer i Arlanda gør den til Nordens tredjestørste, men tæt på halvdelen af passagererne rejser indenrigs.

## Virksomheder
- Paradox Interactive

## Kendte bysbørn
- Alfred Nobel († 1896), kemiker og ingeniør. Stifter af Nobelprisen.
- August Strindberg († 1912), forfatter
- Avicii (1989-2018), DJ, producer
- Carl Larsson († 1919), maler
- Ingrid Bergman († 1982), skuespiller
- Greta Garbo († 1990), skuespiller
- Anne Wibble († 2000), politiker, regeringsmedlem
- Ingmar Bergman († 2007), filminstruktør
- Jan O. Karlsson († 2016), politiker, regeringsmedlem
- Maj Sjöwall († 2020), forfatter
- Lars Norén, dramatiker († 2021)
- Yngwie J. Malmsteen, musiker

## Venskabsbyer
Stockholm har uofficielle venskaber med alle byer i verden, med hovedvægt på de nordeuropæiske byer. Stockholm underskriver ikke længere formelle venskabsbyaftaler med andre byer. Venskabsbyer fra denne nye politik trådte i kraft regnes stadig som venskabsbyer:
- Kyiv, Ukraine.
- Cali, Colombia.
- Sarajevo, Bosnien-Hercegovina
- Sankt Petersborg, Rusland

## De lyse nætter
På 59,5 grader nordlig bredde kommer solen i slutningen af juni kun syv grader under horisonten. Så selv i skyfrit vejr bliver nattehimlen ikke engang mørk i zenith. Selv skyede nætter er lyse, og solen står en time tidligere op end i København.